# Una voce non basta
| Recensione           | Giudizio |
| -------------------- | -------- |
| Il Mucchio Selvaggio | positivo |

Una voce non basta è il quinto album in studio di Pacifico, pubblicato dalla Sugar il 27 marzo 2012.
L'album presenta 14 tracce inedite e, come intuibile dal titolo del disco stesso, ognuna di esse è cantata insieme ad altri artisti del panorama italiano ed internazionale.
Il disco vede coinvolti ben 21 artisti, tra cantanti e musicisti. Si tratta del primo disco di tutti duetti inediti ad essere realizzato da un artista italiano.
I testi e le musiche sono, come per gli album precedenti, dello stesso Pacifico.

## Tracce
1. A nessuno con N.A.N.O.
2. L'ora misteriosa con Cristina Marocco
3. Ogni giorno (mantra recitato) con Alioscia e Patrick (Casino Royale)
4. L'unica cosa che resta con Malika Ayane
5. Parlami radio con Musica Nuda
6. Infinita è la notte con Francesco Bianconi (Baustelle)
7. Second moon con Dakota Days
8. Dolce sia l'estate (l'estate di chi sa) con Raiz
9. Solo se ci credi (l'estate di chi aspetta) con Manupuma and The Maestro
10. Pioggia sul mio alfabeto con Ana Moura e con la partecipazione di Mercan Dede
11. Strano che non ci sei con Samuele Bersani
12. Presto con Bud Spencer Blues Explosion e Frankie hi-nrg mc
13. Semplice e inspiegabile con Cristina Donà
14. In cosa credi (le nostre piccole armi) con Manuel Agnelli (Afterhours)

## Classifiche
| Classifica (2012) | Posizione |
| ----------------- | --------- |
| Italia            | 43        |